# Da Beatminerz
Da Beatminerz est un groupe de producteurs américains de hip-hop, originaire de Brooklyn. Ils sont principalement connus dans la scène underground américaine. Ils atteignent les classements musicaux américains grâce à leur album Brace 4 Impak, sorti en 2001, et leur single Take That la même année.

## Discographie

### Albums
- 2001 : Brace 4 Impak (Rawkus Records)
- 2004 : Fully Loaded w/ Statik (Copter Records)
- 2007 : Unmarked Music Vol. 1 (Raw Deal Records)

### Productions principales
| Année | Artiste                 | Album                     | Morceaux produits |
| ----- | ----------------------- | ------------------------- | ----------------- |
| 1993  | Black Moon              | Enta da Stage             | 14 sur 14         |
| 1995  | Smif-N-Wessun           | Dah Shinin'               | 15 sur 15         |
| 1995  | Mic Geronimo            | The Natural               | 2 sur 13          |
| 1996  | Bahamadia               | Kollage                   | 4 sur 15          |
| 1996  | Heather B.              | Takin' Mine               | 1 sur 10          |
| 1996  | Heltah Skeltah          | Nocturnal                 | 8 sur 17          |
| 1996  | De La Soul              | America Is Dying Slowly   | 1 sur 16          |
| 1996  | Sadat X                 | Wild Cowboys              | 1 sur 15          |
| 1996  | Black Moon              | Diggin' in dah Vaults     | 12 sur 12         |
| 1996  | Originoo Gunn Clappaz   | Da Storm                  | 8 sur 15          |
| 1997  | O.C.                    | Jewelz                    | 3 sur 15          |
| 1997  | Royal Flush             | Ghetto Millionaire        | 1 sur 22          |
| 1997  | Artifacts               | That's Them               | 1 sur 16          |
| 1997  | Next                    | Rated Next                | 1 sur 18          |
| 1998  | Cocoa Brovaz            | The Rude Awakening        | 4 sur 17          |
| 1998  | Black Star              | Black Star                | 1 sur 13          |
| 1998  | M.O.P.                  | First Family 4 Life       | 1 sur 17          |
| 1998  | Hussein Fatal           | In the Line of Fire       | 1 sur 11          |
| 1998  | Fat Joe                 | Don Cartagena             | 1 sur 15          |
| 1999  | Black Moon              | War Zone                  | 19 sur 19         |
| 1999  | Originoo Gunn Clappaz   | The M-Pire Shrikez Back   | 1 sur 17          |
| 2000  | Afu-Ra                  | Body of the Life Force    | 1 sur 18          |
| 2000  | Rah Digga               | Dirty Harriet             | 1 sur 18          |
| 2001  | Nas                     | Stillmatic                | 1 sur 14          |
| 2002  | KRS-One                 | The Mix Tape              | 1 sur 13          |
| 2002  | Boot Camp Clik          | The Chosen Few            | 3 sur 15          |
| 2002  | Naughty By Nature       | IIcons                    | 2 sur 18          |
| 2003  | Black Moon              | Total Eclipse             | 9 sur 17          |
| 2003  | KRS-One                 | Kristyles                 | 3 sur 17          |
| 2004  | Truth Enola             | 6 O'Clock Straight        | 1 sur 20          |
| 2004  | Vast Aire               | Look Mom... No Hands      | 1 sur 17          |
| 2005  | Tek & Steele            | Smif 'n' Wessun: Reloaded | 4 sur 15          |
| 2006  | Boot Camp Clik          | The Last Stand            | 1 sur 14          |
| 2006  | Buckshot                | Alter The Chemistry       | 13 sur 13         |
| 2009  | Tiye Phoenix            | Half Woman, Half Amazin'  | 1 sur 13          |
| 2009  | Steele de Smif-n-Wessun | Welcome to Bucktown       | 1 sur 14          |
| 2010  | Vinnie Paz              | Season of the Assassin    | 1 sur 21          |
| 2011  | Apathy                  | Honkey Kong               | 1 sur 23          |
| 2014  | Apathy                  | Connecticut Casual        | 1 sur 12          |